# アボッツホルム・スクール
アボッツホルム・スクール(Abbotsholme School)は、19世紀末から20世紀初頭の田園教育塾運動の最初に創立されたイギリスの寄宿学校で、この学校の名前は、直ちにそのまま新教育(Neue Erziehung)と同等視されるようになった。この学校は、ダービーシャー州の南西、スタフォードシャー・カウンティのロースター東郊のダヴ川の近くにある。
セシル・レディが、1889年10月、ミューアヘッド、キャッスルスと共にこの学校を創立した。その協力者2人とはまもなく袂を分かち、セシル・レディーが単独で指導した。
彼の念頭にあったのは、知的な素質、身体的な素質、また性格的、即ち道徳的な素質もすべて調和の取れた全人格的な人間(全人、全き人)を教育する学校である。そこで彼は、アボッツホルムを意図的に公立学校と対極をなすような学校として設立した。
ギリシア語やラテン語のような古典語は、アボッツホルムではかなり格下の位置に置かれている。より大きな重みが置かれていたのが、フランス語やドイツ語のような近代語、歴史、そして自然科学である。学校の日課は、午前中が授業時間、午後は自由な活動と分けられていた。自由な活動と呼ばれるものの中には、スポーツと並んで、遠足、見学旅行、芸術活動や、野山を歩いたり、花壇の園芸活動や工作なども含まれていた。
現在は、第5学年から第18学年まで、日本ふうの言い方にすれば、男女共学の中高一貫教育校ということになる。学校のタイプとしては、私立のボーディングスクールということになる。